# Diplurodes shoreae
Diplurodes shoreae là một loài bướm đêm trong họ Geometridae.